# Max Marx

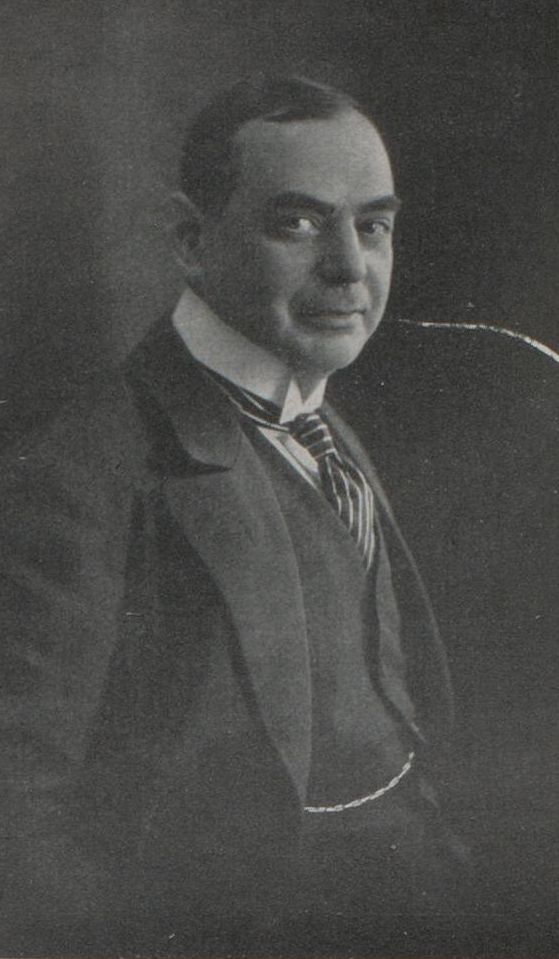
Max Marx

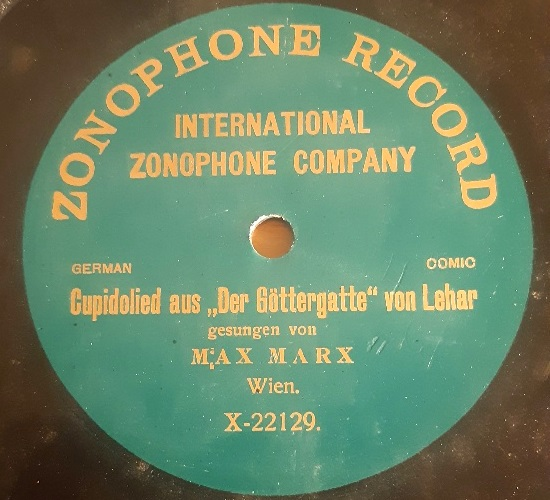
Schallplatte von Max Marx (Wien 1904)

Max Marx, bürgerlicher Name Max Marcus (23. Jänner 1874 in Wien – 12. November 1939 ebenda) war ein österreichischer Theaterschauspieler und Regisseur, der als Operettensänger der Stimmlage Bass und als Komiker auftrat. Er gehörte 21 Jahre lang dem Ensemble der Staatstheater Stuttgart an, wurde dort zum Staatsschauspieler ernannt und 1933, noch vor Einführung des sogenannten Gesetzes zur Wiederherstellung des Berufsbeamtentums, aus rassistischen Gründen entlassen.

## Leben und Werk
Max Marx war der Sohn eines Wiener Kaufmanns. Seine Ausbildung erfolgte an der Theaterschule Otto. Mit 17 Jahren ging er zur Bühne. Zunächst als Schauspieler auftretend, wurde sein Talent für komische Rollen und seine stimmliche Begabung konstatiert. Ab 1891 war er jeweils eine Spielzeit lang an folgenden Häusern engagiert: zuerst am Theater von Sarajevo, dann in Olmütz, schließlich ab 1893 am Stadttheater Salzburg und am Deutschen Theater in Berlin. In Salzburg und Berlin zählte Max Reinhardt zu seinen Kollegen und Freunden. Max Marx war in Berlin überwiegend in Sprechstücken zu sehen, etwa in der Uraufführung der Weber von Gerhart Hauptmann.
1895 folgte ein Engagement als Operettensänger am Stadttheater Breslau, wo er acht Jahre blieb. Danach gab es wieder eine Reihe kürzerer Verpflichtungen: jeweils eine Spielzeit am Carl-Theater in Wien und erneut am Deutschen Theater in Berlin sowie zwei Saisons am Lustspielhaus in Berlin. Max Marx blieb bis 1912 in Berlin und trat abwechselnd im Kleinen Theater und im Theater am Schiffbauerdamm auf, welches damals als Neues Operettenhaus geführt wurde. In Berlin führte er auch Regie. Es folgte ein Ruf an die Stuttgarter Hofoper als Darsteller, vor allem in Operetten, und als Spielleiter. Er blieb an den Württembergischen Staatstheatern mehr als zwanzig Jahre verpflichtet. In den späteren Jahren übernahm er nur mehr Sprechrollen. Für seine Verdienste wurde er zum Staatsschauspieler ernannt. In Stuttgart bearbeitete und inszenierte er auch zahlreichen Operetten und Possen, beispielsweise Robert und Bertram, eine Posse mit Gesang und Tanz von Gustav Rader.
Die systematische Vertreibung von Menschen jüdischer Herkunft aus den Württembergischen Staatstheatern begann Ende März 1933, anlässlich des Judenboykotts, der von den Nationalsozialisten reichsweit ausgerufen worden war. Neben weiteren Angestellten des Hauses wurden vier prominente Ensemblemitglieder mit sofortiger Wirkung vom Dienst suspendiert und durften nicht mehr auftreten – die Staatsschauspieler Max Marx und Fritz Wisten, der Kammersänger Hermann Weil und Hermann Horner, ein Bassbariton. Ihre Zugehörigkeit zum Judentum war Publikum und Presse bekannt, nicht zuletzt durch die antisemitische Hetze der NS-Presse. Die vertraglich vereinbarten Kündigungsfristen wurden zwar eingehalten, jedoch nur deshalb „um den Betroffenen keine juristische Handhabe gegen ihren Rauswurf zu bieten“. Ende März 1933 berichteten der Schwäbische Merkur und der Ermstalbote, dass im Zusammenhang mit der politischen Umgestaltung der Charakterkomiker Max Marx nach mehr als 20 Jahren Angehörigkeit am Schauspielhaus beurlaubt worden ist.
Max Marx verließ Stuttgart und ging zurück nach Wien, wo er in der Spielzeit 1934/35 an den Kammerspielen auftrat. Er spielte dort mit Luise Rainer und Josef Zechell in Christian Dietrich Grabbes Scherz, Satire, Ironie und tiefere Bedeutung.
Er erlitt während einer Vorstellung im Oktober 1934 einen Schlaganfall und war auf Grund dessen gelähmt. Seine weitere Existenz wurde durch einen Gewinn von 50.000 Schilling in der Klassenlotterie gesichert. Am 12. November 1939 verstarb er in Wien.
Max Marx hinterließ einige wenige Schallplatten, erschienen unter den Etiketten von Zonophone (Wien 1904 und Berlin 1909), Odeon (Berlin 1906) und G&T (Berlin 1907).

## Repertoire (Auswahl)
Das Verzeichnis der zentralen Operettenrollen von Max Marx wurde aufgrund von Kutsch/Riemens erstellt.
| Leo Fall: - Unbekannte Rolle in Die geschiedene Frau Gilbert & Sullivan: - Ko-Ko in Der Mikado Sidney Jones: - Wun Hsi in Die Geisha Franz Lehár: - Cupido in Der Göttergatte Carl Millöcker: - Spätzle in Die sieben Schwaben - Unbekannte Rolle in Der arme Jonathan |  | Offenbach: - Menelaos in Die schöne Helena - Unbekannte Rolle in Blaubart Johann Strauß: - Zsupan in Der Zigeunerbaron Franz von Suppé: - Izzet Pascha in Fatinitza - Lambertuccio in Boccaccio |

## Tondokumente
Die Stimme von Max Marx ist durch Tonaufnahmen von Gramophone & Typewriter Ltd. aus dem Jahre 1908 überliefert, er sang Ausschnitte aus Operetten von Léhar, Millöcker und Offenbach. Weitere Operetten-Szenen wurden vom deutschen Plattenlabel Odeon aufgezeichnet. Erhalten ist auch eine Aufnahme des Gassenbubenlieds aus der Operette Künstlerblut von Edmund Eysler, gesungen gemeinsam mit der Soubrette Fritzi Massary mit Orchesterbegleitung, dirigiert von Friedrich Kark.